# Litnisschrofen
Litnisschrofen är en bergstopp i Österrike.   Den ligger i distriktet Reutte och förbundslandet Tyrolen, i den västra delen av landet, 400 km väster om huvudstaden Wien. Toppen på Litnisschrofen är 2 068 meter över havet, eller 231 meter över den omgivande terrängen. Bredden vid basen är 1,6 km.
Terrängen runt Litnisschrofen är bergig åt sydost, men åt nordväst är den kuperad. Runt Litnisschrofen är det ganska glesbefolkat, med 26 invånare per kvadratkilometer.. Närmaste större samhälle är Reutte, 11,7 km öster om Litnisschrofen. 
I omgivningarna runt Litnisschrofen växer i huvudsak blandskog.